# Maníaco da Cruz
Dyonathan Celestrino é um assassino em série do Brasil condenado pelo homicídio de três pessoas em Rio Brilhante, Mato Grosso do Sul, em 2008. Ele tinha apenas 16 anos quando cometeu os crimes. Pelo modo como deixava as vítimas - de braços abertos e as pernas cruzadas à altura dos tornozelos - ele também ficou conhecido como Maníaco da Cruz.
Como era menor quando cometeu os crimes, ele deveria ter sido solto em 2013, aos 21 anos de idade, mas com base em laudos periódicos que o declaram incapaz de conviver em sociedade, Celestrino continua detido na ala de saúde do Instituto Penal de Campo Grande (IPCG).

## Os crimes
Em 2008, o gótico Dyonatan matou três pessoas porque, segundo ele, "elas não seguiam os preceitos de Deus". Todos os três corpos foram deixados nus ou seminus, com os braços abertos e as pernas cruzadas à altura dos tornozelos, como se as vítimas tivessem sido crucificadas.  "Ele escolhia as vítimas de forma aleatória e obrigava que respondessem diversas perguntas sobre comportamento sexual. Se fossem consideradas impuras, eram assassinadas", reportou o Correio do Estado.

### Vítimas
Catalino Gardena, de 33 anos, morto no dia 2 de julho de 2008; vizinho do Maníaco, “mereceu” morrer porque era alcóolatra e homossexual, segundo o assassino;
Letícia Neves de Oliveira, de 22 anos, assassinada no dia 24 de agosto de 2008; era homossexual;
Gleice Kelly da Silva, de 13 anos, morta em 03 de outubro; era usuária de drogas.

## Investigação
Após a morte de Gleice com o mesmo modus operandi que as vítimas anteriores, a equipe policial local foi reforçada, com as autoridades trabalhando anonimamente, em diversos locais, incluindo escolas. Por ser vizinho de Gardena, Dyonatan passou a ser um dos investigados, mas foi ao apurar um comentário feito no Orkut de Gleyce por um usuário chamado Dog Hell 666 (Cachorro do Inferno 666), que a polícia chegou ao assassino. De posse de um mandado, os policiais realizaram buscas em sua casa, onde encontraram uma faca, objetos pertencentes a Letícia e Gleice e um papel com o nome das vítimas mortas e a data dos assassinatos.
A responsável pelo caso, a então titular da Delegacia Especializada de Atendimento à Infância e Juventude (DEAIJ), Maria de Lourdes Souza Cano, disse: “deixamos as nossas famílias de lado e por três dias, nos debruçamos inteiramente no caso. Como resultado, conseguimos tirar de circulação um psicopata que com certeza faria mais vítimas, como ele próprio afirmou”.

## Prisão
Ele foi preso em outubro de 2008, após as buscas em sua casa. Por ser menor na época dos crimes, ele teria o direito à liberdade, no máximo, aos 21 anos de idade, prazo que venceu em 2013. No entanto, desde então a Justiça do Paraná o mantém preso, após análises de laudos periódicos o considerarem incapaz de viver em sociedade.

### Problemas na prisão
Na prisão, Dyonatan teve alguns surtos e chegou a agredir os agentes penitenciários.

## Fuga para o Paraguai
Em 2013, enquanto aguardava a decisão sobre se seria solto por já ter completado 21 anos, ele conseguiu fugir para o Paraguai. Foi preso cerca de um mês depois, quando uma pessoa o reconheceu no hotel onde ele morava.

## Perfil do criminoso
Dyonatan é um paciente psicótico crônico que precisa fazer uso de medicamentos controlados regularmente. Oficialmente ele foi diagnosticado como portador de transtorno de personalidade antissocial e homicida em série.